# Hector-Schnabelwal

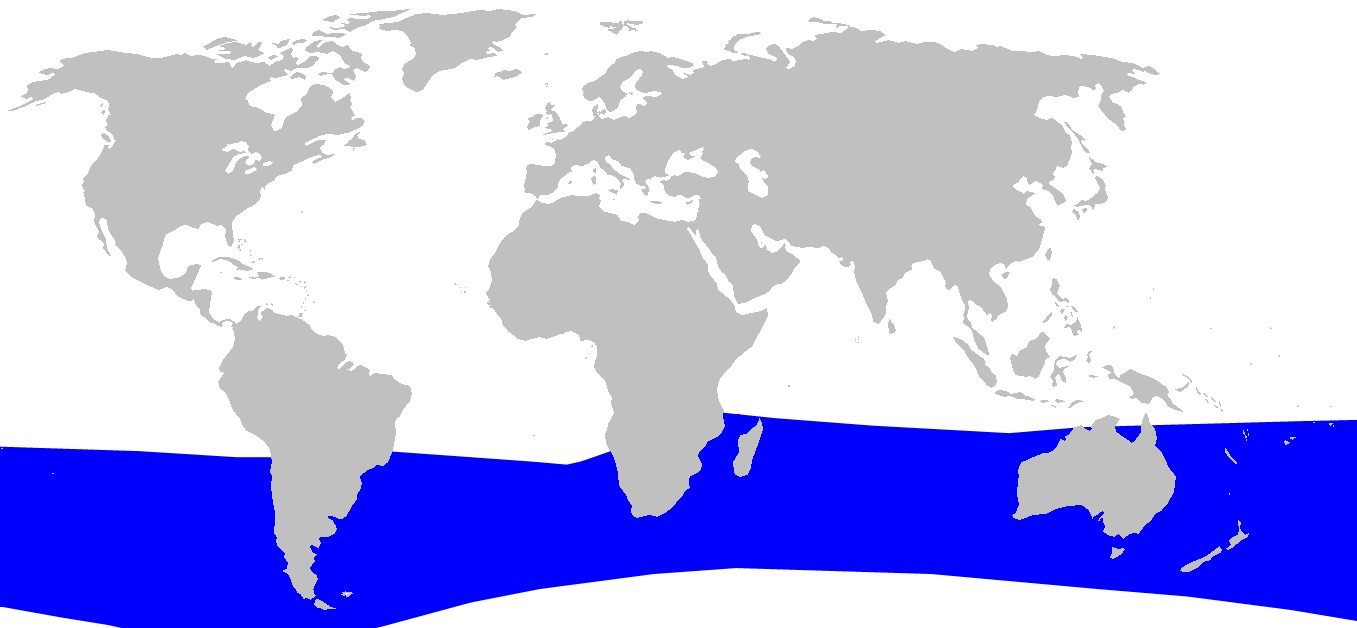
Verbreitungsgebiet des Hector-Schnabelwales.

Der Hector-Schnabelwal (Mesoplodon hectori) ist eine Walart aus der Familie der Schnabelwale (Ziphiidae). Seinen Namen hat er von James Hector, dem Direktor eines neuseeländischen Museums, das das erste Exemplar besaß.

## Verbreitung
Hector-Schnabelwale leben in gemäßigten und kühlen Ozeanen der südlichen Hemisphäre; Strandungen wurden von Neuseeland, Australien, Südafrika, und dem südlichen Südamerika gemeldet. Berichte, dass diese Walart bis Kalifornien wandern könnte, stellten sich als falsch heraus, da die beobachteten Exemplare in jüngerer Zeit dem erst 2002 beschriebenen Perrin-Schnabelwal  zugerechnet wurden.

## Merkmale
Diese Wale erreichen eine Maximallänge von 4,4 Metern, wobei die Weibchen etwas größer als die Männchen werden. Sie sind schlank, haben sehr kleine, längliche Flipper und eine kleine, sichelförmige Finne, die wie bei allen Schnabelwalen weit hinten platziert ist. Die Fluke ist breit, nicht eingekerbt und endet an den Seiten spitz. Der Kopf ist länglich mit kleiner Melone. Wie alle Zweizahnwale sind sie durch die zwei Zähne des Unterkiefers gekennzeichnet, die auch bei geschlossenem Maul sichtbar sind. Ihre Oberseite ist dunkelgrau bis bräunlich, die Unterseite heller gefärbt. Bei den Männchen kann der Bauch auch weiß sein.
Über die Lebensweise dieser Wale ist wenig bekannt. Auffallend ist, dass Hector-Schnabelwale im Gegensatz zu den anderen Zweizahnwalen als sehr neugierig beschrieben werden. Sie dürften in Paaren zusammenleben und sich fast ausschließlich von Tintenfischen ernähren.
Aufgrund der wenigen Funde lassen sich über die Gesamtpopulation und den Gefährdungsgrad keine Angaben machen.